# 同和鉱業キハ2100形気動車

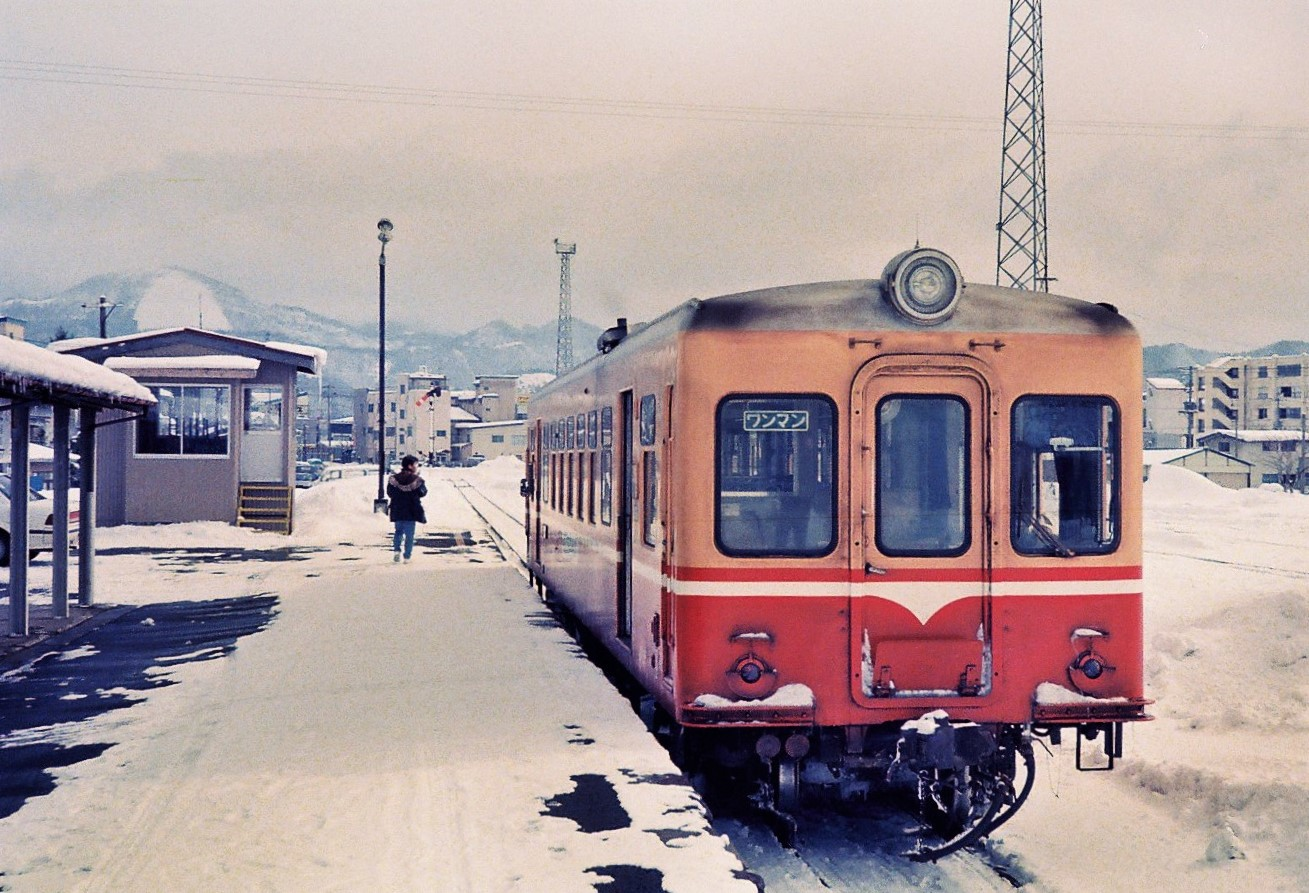
小坂製錬キハ2100形（大館駅、1992年）

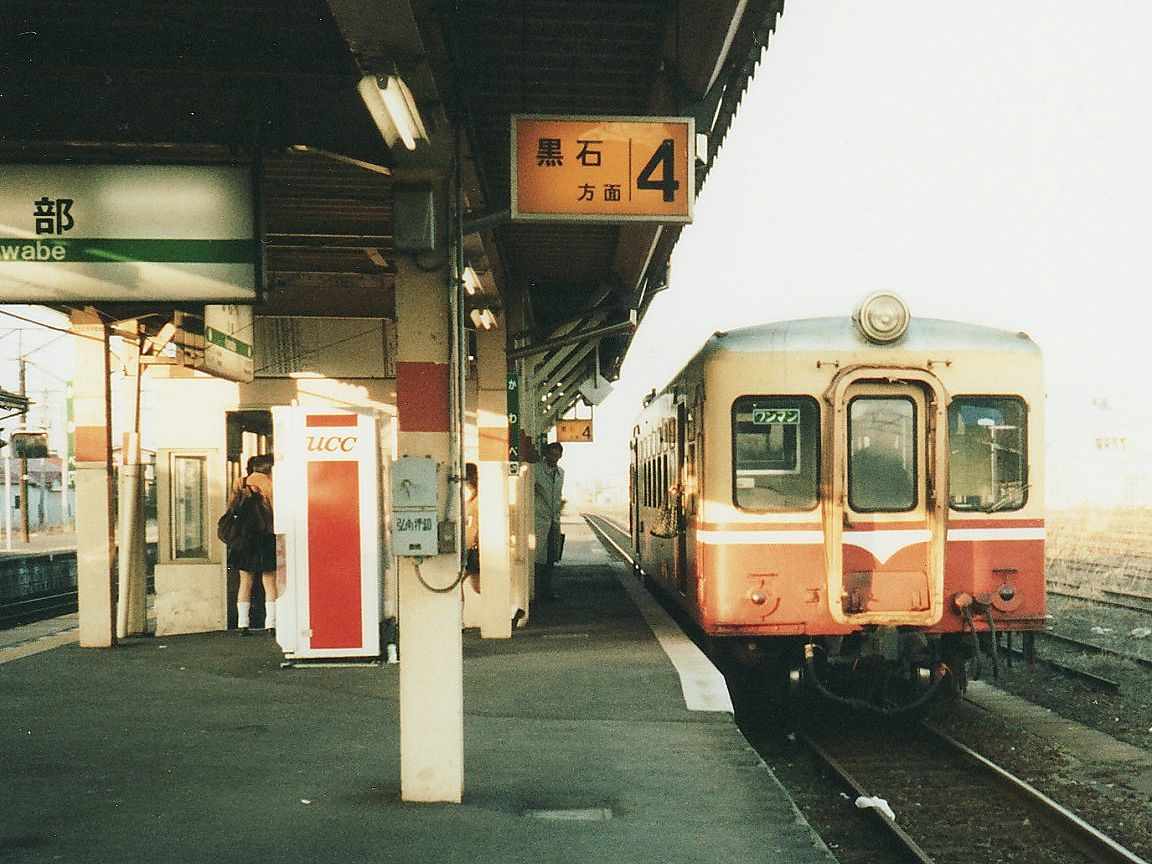
弘南鉄道キハ2100形

同和鉱業キハ2100形気動車（どうわこうぎょうキハ2100がたきどうしゃ）は、同和鉱業が1962年（昭和37年）から導入した気動車である。

## 概要
小坂線・花岡線を運営していた小坂鉄道事業所向けに導入された自社発注の気動車で、日本車輌（日車）東京支店でキハ2101 - 2107の7両が製造された。小坂線の改軌を控えた1962年（昭和37年）4月にキハ2101・2102が、同年8月にキハ2103 - 2105が、1967年（昭和42年）にキハ2106・2107が製造された。

## 構造
本形式は、メーカーの日本車輌が前年の1961年に製造していた関東鉄道（当時は常総筑波鉄道）キハ800形気動車とほぼ同様の形態を備えている。大きな相違は関東鉄道キハ800が空気ばね台車を採用したのに対し、こちらは通常の金属製コイルばね台車を装備することである。
車体は全鋼製20m車体、前面貫通扉付き、両運転台式である。車体側面の窓配置はd1D7D1d（d:乗務員扉、D:客用扉、数字:窓の枚数）で、窓は上段Hゴム支持固定式、下段上昇式のいわゆる「バス窓」である。客用扉は国鉄の一般形気動車と同様、両端寄りに半自動式の片開き扉を2か所配置している。低いホームのローカル線で運用される車両にもかかわらず、出入台にはステップがない。車体塗装は上半クリーム色、下半オレンジ色に白帯を入れた塗装である。
車内は戸袋窓部分のみをロングシート、それ以外を向かい合わせの固定式クロスシートとしたセミクロスシートである。暖房は、キハ55系・キハ20系といった国鉄標準形気動車で既に一般的であった軽油燃焼式のヴェバスト式温風暖房方式を採用した。
エンジンは横型の振興造機製DMH17H形ディーゼルエンジンである。台車は日車NA6形。
元々この車両の20m車体は本来昭和30年代前半に「私鉄標準車体」として大手私鉄各社間共通仕様で導入されることを想定して設計された電車用規格形車体の一つであった。ところが当時の大手電化私鉄は、車両設計について自社の社内事情最適化を優先し、どの会社もこの統一車体の採用に至らなかった。その中で非電化の常総筑波鉄道が気動車の車体として採用に踏み切り、同和鉱業だけがこれにやはり気動車で追随したという特異な成立経緯がある。

## 運用
1962年（昭和37年）10月1日の小坂線改軌と共に営業運転を開始した。キハ2104は1967年（昭和42年）にキハ2106・2107を製造した際、キハ2108に改番された。
最長3両編成で運転されたこともあったが、旅客輸送量の減少により余剰が生じ、キハ2108は1981年（昭和56年）に、キハ2102は1983年（昭和58年）に片上鉄道事業所に転出して同社キハ801・802となり、1991年（平成3年）6月30日に同線が廃線となるまで使用された。
1988年（昭和63年）にはワンマン運転の開始に備え、キハ2105 - 2107にワンマン化改造（運賃箱設置など）を実施した。改造対象から外れたキハ2101・2103は予備車となった。
1993年（平成5年）にキハ2103が廃車となり、残る4両は1994年（平成6年）に小坂線の旅客営業が廃止されるまで使用された。旅客営業廃止後はキハ2101・2106が廃車となり、1995年（平成7年）にキハ2105・2107は弘南鉄道に譲渡され、従来のキハ22形の代替として同番号のまま黒石線に導入され、1998年（平成10年）の同線廃止まで使用された。

## 保存
キハ2101は廃車後、小坂町の小坂町総合博物館郷土館で展示されたのち、小坂レールパーク開設に際して小坂駅に戻された。キハ2106も、廃車後解体されずに小坂駅構内に放置されていた。
片上鉄道キハ801（元キハ2108）は岡山県備前市の備前浄化センターにて保管されていたが、放置状態で整備もされず老朽化が激しくなったため、2014年（平成26年）1月までに解体された。
弘南鉄道キハ2105・2107は青森県南津軽郡田舎館村の道の駅いなかだてで保存展示されていたが、車体老朽化のため2013年（平成25年）11月22日までに解体された。
旧小坂駅構内の小坂鉄道レールパークに2101と2106の2両が現存している。2両とも修復されておらず状態が悪かったが、2025年（令和7年）7月より、キハ2101の修繕作業が進められている。